# عقد 1280
عقد 1280 هو عقد امتد بين 1 يناير 1280 و31 ديسمبر 1289 بحسب التقويم الميلادي. سبقه عقد 1270 ولحقه عقد 1290.

## أحداث
- معركة ميلوريا (1284)
- معركة موكلين (1280)
- معركة حمص الثانية (1281)
- معركة نهر بياس (1285)

## مواليد
- سيمون مارتيني (1284)
- إينوسنت السادس (1282)
- شمس الدين كي أومرث بن معز الدين كيقباذ (1285)
- دون خوان مانويل (1282)
- مارغريت من فرنسا، ملكة إنجلترا (1282)
- خوانا نونيز دي لارا (1286)
- الأدفوي (1286)
- محمد الطهراني العسكري (1281)
- رودولف الأول ملك بوهيميا (1281)
- ضياء الدين برني (1285)
- الناصر محمد بن قلاوون (1285)

## وفيات
- ألبيرتوس ماغنوس (1280)
- نيكولا الثالث (1280)
- السعيد ناصر الدين محمد (1280)
- أبو الحسين ابن الجزار (1281)
- أرطغرل (1281)
- حليمة خاتون (1281)
- عطاء ملك الجويني (1283)
- أديلايد من هولندا (1284)
- فيليب الثالث ملك فرنسا (1285)
- ابن سعيد المغربي (1286)
- آدم دي لافونتين هاله (1286)
- غياث الدين بلبن ألغ خان (1287)

## كتب
- Yves Denis Papin (1998). Chronologie de l'histoire ancienne. Lieu de publication non identifié: Éditions Jean-paul Gisserot. ISBN:2-87747-346-5. OCLC:40746926. مؤرشف من الأصل في 2022-03-16.
- موسوعة حضارة العالم (2002) لأحمد محمد عوف.

## روابط خارجية
- تصفح سنة بسنة عقد 1280 على موقع onthisday.com
- تصفح سنة بسنة عقد 1280 ابتداءً من سنة عقد 1280 على موقع المكتبة الوطنية الفرنسية